# Francesc Porret i Gay
Francesc Porret i Gay (Sant Andreu de Palomar, 1929) és un dirigent veïnal català. Casat i pare de cinc fills, treballà en la banca, on va exercir funcions sindicals que va compaginar amb el seu compromís cívic pel barri.
El 1971, junt amb uns companys, fundà l'Associació de Veïns de Sant Andreu de Palomar per reivindicar la construcció de noves escoles i places davant el creixement de la població de Sant Andreu. Va presidir l'associació durant dotze anys i actualment n'és el president d'honor. Durant aquells anys va participar en la Comissió de Festes i va contribuir a fer sortir la festa al carrer, ja que fins al moment la majoria dels actes se celebraven dins les entitats.
De 1989 a 1992 fou un dels impulsors del I Congrés de la Gent de Sant Andreu de Palomar, organisme que va dur a terme un estudi exhaustiu del barri en col·laboració amb la Fundació Jaume Bofill. Gràcies a aquest treball conjunt sorgí un Llibre Blanc amb les necessitats sanitàries i socials del territori. També va ser un dels impulsors, juntament amb altres membres de l'Associació de Veïns de Sant Andreu, del Casal d'Avis Bascònia, del qual va ser vicepresident durant vuit anys. Va participar en la Comissió Cívica del Mil·lenari del Poble de Sant Andreu i el 2001 fundà el Grup de Pintors de Sant Andreu, que cada primer dissabte de mes exposa les seves obres a la rambla Onze de Setembre i periòdicament organitza exposicions al Centre Cívic de Sant Andreu. Actualment és membre del Consell de la Gent Gran del Districte i n'és el representant al Consell Assessor de la Gent Gran de Barcelona. A més, forma part de la Junta Directiva de l'Aula d'Extensió Universitària per a la Gent Gran i està vinculat al Consell Parroquial de la parròquia de Sant Andreu de Palomar. El 2005 va rebre la Medalla d'Honor de Barcelona.